# Barkudia insularis
Barkudia insularis är en ödleart som beskrevs av Annandale 1917. Barkudia insularis ingår i släktet Barkudia och familjen skinkar. IUCN kategoriserar arten globalt som otillräckligt studerad. Inga underarter finns listade.
Arten förekommer på en ö i lagunen Chilka vid Indiens östra kust. Den vistas i skogar och buskskogar. Individerna är aktiva på natten och de äter främst insekter. På dagen vilar de i jordhålor.

## Bildgalleri

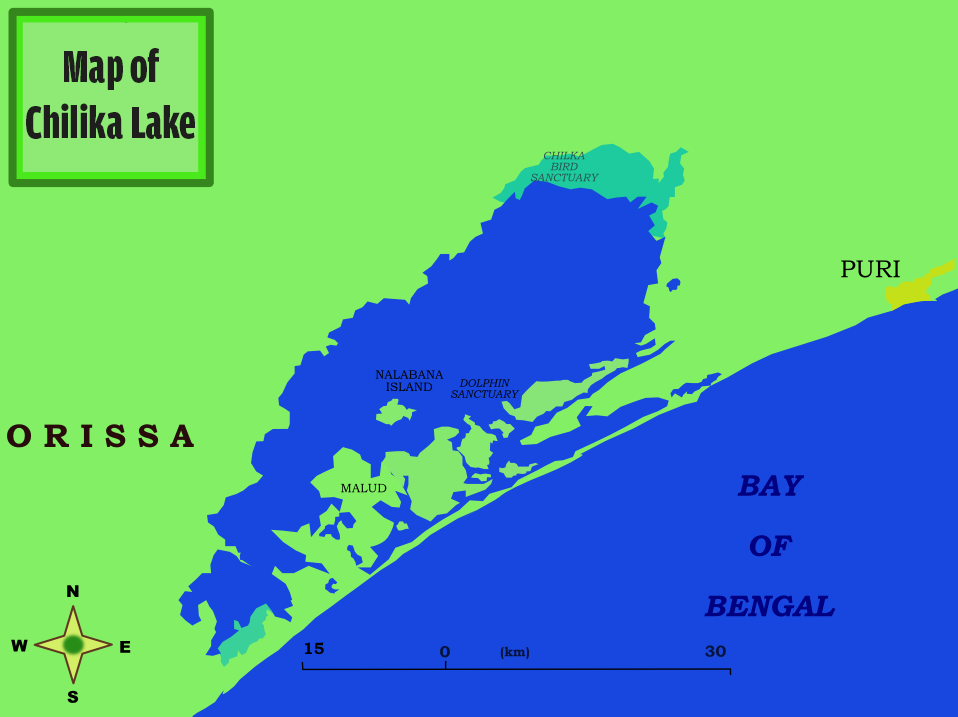
Detaljkarta över lagunen